# 竹园镇 (富源县)
竹园镇，是中华人民共和国云南省曲靖市富源县下辖的一个镇。

## 行政区划
竹园镇下辖以下地区：
竹园社区、新街村、松林村、大路村、茂兰村、纳佐村、糯木村、乐坞村、团结村、现鸡田村和海章村。